# Séisme de 893 à Dvin
Le séisme de 893 à Dvin se produit le 28 décembre vers minuit. Il a une magnitude d'environ 6 et une intensité maximale d'environ IX (dévastatrice) sur l'échelle d'intensité de Mercalli. Il détruit la ville de Dvin en Arménie, faisant environ 30 000 victimes. La similitude du nom arabe de Dvin, « Dabil », avec celui d'Ardabil, dans le nord-ouest de l'Iran, entraîne une confusion dans les documents écrits, de sorte que le séisme d'Ardabil de 893 apparaît dans plusieurs catalogues, bien qu'il soit généralement considéré comme un faux événement. Il est également enregistré comme un événement de la période classique de l'Inde dans plusieurs catalogues anciens, ayant eu lieu dans une capitale non spécifiée.

## Contexte tectonique
Le sud de l'Arménie se trouve dans la zone complexe de collision continentale entre la plaque arabique et la plaque eurasiatique, qui s'étend de la ceinture Bitlis-Zagros au sud jusqu'aux montagnes du Grand Caucase, au seuil d'Apchéron-Balkan et aux montagnes du Kopet-Dag au nord. En Arménie, la collision est fortement oblique avec une importante composante dextrale (latérale droite) de glissement. Le système de failles Sardarapat-Nakhicheven est formé de quatre segments de failles en direction de la gauche, les failles de Kagyzman, Sardarapat, Parackar-Dvin et Nakhichevan. Le mouvement sur le segment Parackar-Dvin de ce système de failles est associé à une série de grands tremblements de terre au cours de la seconde moitié du IXe siècle,.

## Caractéristiques du séisme
La magnitude de ce séisme est donnée comme étant de 5,3 et 6, bien qu'une valeur de 7 ou plus ait été suggérée. Le choc principal est suivi de cinq jours de répliques dommageables. L'intensité est estimée à au moins IX sur l'échelle d'intensité de Mercalli, certains sismologues suggérant que X serait une valeur plus appropriée.

## Dégâts
La ville est dévastée et la plupart de ses bâtiments sont détruits, y compris ses murs défensifs, le palais du catholicos, ainsi que tous les autres bâtiments monumentaux ; il ne reste debout qu'une centaine de maisons. La zone endommagée comprend le plateau d'Artachat, où des glissements de terrain sont déclenchés. L'évêque de Rechtounik, Grigor, qui se trouve dans une retraite en montagne, est tué avec plusieurs de ses fidèles.
Le nombre de morts est diversement rapporté : 20 000, 30 000, 70 000, 82 000, 150 000 ou 180 000 dans les différentes sources historiques,.

## Suites
Le séisme ayant ruiné les défenses de la ville, Dvin est prise par Muhammad Ibn Abi'l-Saj, l'émir sajide d'Adharbaydjan, qui la transforme en base militaire. Bien que la capitale de l'Arménie ait été déplacée à Ani en 961, Dvin redevient prospère au cours du Xe siècle après sa reconstruction.

## Confusion sur le lieu et la date
Il y a beaucoup de confusion sur le lieu et la date de ce séisme. En effet, plusieurs sources arméniennes le situent clairement à Dvin en Arménie, la nuit suivant une éclipse de lune survenue le 27 décembre 893. Cependant, dans plusieurs sources, le lieu est indiqué comme étant Ardabil, ce qui semble être une erreur de lecture du nom arabe de Dvin, « Dabil ». Presque tous les détails du séisme de Dvin sont repris dans ces rapports, bien que dans la plupart des cas, l'éclipse lunaire observée soit devenue solaire. Une source fait référence à ce séisme comme ayant eu lieu en « Inde extérieure » dans une capitale non nommée. Cette mention est reprise dans plusieurs autres sources, l'endroit indiqué étant « Daibul », près de l'actuelle Karachi. On considère aujourd'hui qu'un tel séisme n'a pas eu lieu en Inde/Pakistan et que le prétendu séisme d'Ardabil de 893, « bien connu », est un faux, bien qu'il apparaisse dans de nombreux catalogues et ouvrages de référence modernes,.
Dans l'entrée de la base de données sur les séismes du National Geophysical Data Center pour cet événement, la date du séisme est indiquée de différentes manières : 23 mars ou 27 mars, 14 décembre ou 24 décembre, avec comme année 893, 894 ou 895 selon les sources citées.